# 31 канал
31 канал — загальнонаціональний казахстанський комерційний телеканал.
ТОО «Телерадіокомпанія „31 канал“» входить до групи компаній «Медіахолдинг „31 канал“». Канал транслюється в усіх обласних центрах Казахстану.
Ефір «31 каналу» складається з новин і тематичних програм російською та казахською мовами, а також художніх фільмів, серіалів, ток-шоу, дитячих, культурно-історичних і розважальних програм.

## Історія
- 24 жовтня 1992 року заснований ТРК «31 канал».
- 12 квітня 1993 року — перший вихід в ефір «31 каналу» в місті Алма-Аті.
- 1 лютого 2001 року ТРК «31 канал» утворила загальнонаціональну телемережу в 14 містах Казахстану.
- 4 жовтня 1994 року — вихід до ефіру Радіо 31 в Алма-Аті на частоті FM 103,5 Мгц.
- У червні 2003 року розпочато мовлення в цифровому форматі з супутника Intelsat 904, що дозволило розширити зону покриття.
- лютий 2008 року — завершення угоди про придбання компанією «СТС Медіа» 20% частки ТРК «31 канал».
- березень 2008 року — початок мовлення в оновленому форматі.
- січень 2009 рік — в ефірі каналу з'явилася ексклюзивна розважальна програма казахською мовою «Жұлдызбен жүздесу».
- лютий 2009 рік — поновилася трансляція проекту Ліга Чемпіонів УЄФА, пройшла трансляція 1/8 фіналу.
- березень 2009 рік — збільшилась кількість дубльованої продукції. З новою назвою «Күлегештер» ефір «31» поповнила гумористична програма «Смішніше, ніж кролики» на казахською мовою.
- квітень 2009 рік — уперше в історії «31 каналу» почався показ касових турецьких серіалів. Сезон відкрила прем'єра — «Тліючий кокон» казахською і російською мовами.
- серпень 2009 рік — стартували три нові проекти казахською мовою. Ток-шоу «Пікір алаңы», інтелектуальна гра «Білгірлер бәйгесі» і «Биік мақсат» програма для популяризації спорту і присвячена Зимовим Азійським іграм в 2011 році.
- У 2009 році «31 канал» і СТС Медіа уклали з російською компанією The Walt Disney Company CIS LLC ексклюзивну угоду щодо набуття ліцензійних прав на трансляцію кінопродукції в ефірі.
- 14 листопада 2011 рік — директор Багдат Коджахметов призначений генеральним директором 31 каналу в Казахстані.
- У 2011 році «31 канал» і провідна американська кіностудія Paramount Pictures уклали ексклюзивну угоду щодо набуття ліцензійних прав на трансляцію кінопродукції в ефірі.